# Ахмед, Масуд
Масуд Мирза Ахмед (англ. Masood Mirza Ahmed; июнь 1918, Амритсар, Британская Индия — не ранее 1948) — пакистанский хоккеист на траве, нападающий. Участник летних Олимпийских игр 1948 года.

## Биография
Масуд Ахмед родился в июне 1918 года в городе Амритсар в Британской Индии (сейчас в Индии).
Играл в хоккей на траве за «Бразерс» из Лахора.
В 1948 году вошёл в состав сборной Пакистана по хоккею на траве на летних Олимпийских играх в Лондоне, занявшей 4-е место. Играл на позиции нападающего, провёл 6 матчей, забил 1 мяч в ворота сборной Бельгии.
О дальнейшей жизни данных нет.